# هوشبرگ
هوشبرگ (به آلمانی: Höchberg) یک منطقهٔ مسکونی در آلمان است که در Würzburg واقع شده‌است.

## خواهرخوانده
شهرهای باستیا اومبرا و Luz-Saint-Sauveur خواهرخوانده‌های هوشبرگ هستند.